# Malika del Marocco
Malika del Marocco (in in arabo مليكة المغرب‎?; Rabat, 14 marzo 1933 – Rabat, 28 settembre 2021) è stata una principessa marocchina.

## Biografia

### Gioventù e matrimonio

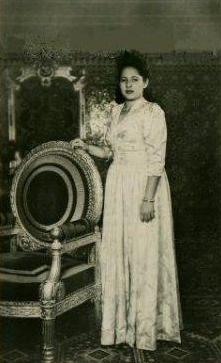

La principessa Malika nacque nel 1933 al palazzo reale di Rabat, terzogenita di re Muhammad V e di Lalla Abla.
In seguito all'esilio della sua famiglia nel 1953, venne educata dalle suore di Notre-Dame-de-Cluny; tuttavia iniziò in breve tempo a ricevere lezioni private, non tollerando l'ambiente del collegio. Frequentò poi la scuola infermieristica a Rabat.
Sposò a 28 anni, il 16 agosto del 1961, il politico Mohamed Cherkaoui.

### Attività
Fu presidente della Mezzaluna Rossa marocchina dal 1967 fino alla sua morte, distinguendosi per i suoi impegni umanitari a livello nazionale. Dal 15 al 18 giugno 1977 visitò le istituzioni della Croce Rossa a Ginevra.
Il 9 maggio del 2018 inaugurò in una cerimonia ad Aïn Attig, vicino a Rabat, la settimana della Mezzaluna Rossa del Marocco. Nell'occasione fornì prodotti igienici  e apparecchiature informatiche alla scuola Benzekri di Temara.
Era solita donare ogni anno ai residenti dell'Istituto Ahmed Ben Zayed Al Nahyane occhiali, vestiti, sedie a rotelle e stampelle.

### Morte
È deceduta il 28 settembre 2021 a Rabat, all'età di 88 anni. Il funerale si svolse con un numero limitato di partecipanti, per via delle misure preventive adottate a causa della pandemia di COVID-19.

## Discendenza
Malika del Marocco e Mohamed Cherkaoui ebbero tre figli e una figlia:
- Sulaiman Cherkaoui, sposò Hind Hidra;
- Omar Cherkaoui, è stato attivo come consigliere del cugino, re Muhammad VI, e come ufficiale;
- Mehdi Cherkaoui;
- Rabia Cherkaoui.

## Titoli e trattamento
- 14 marzo 1933 - 28 settembre 2021: Sua Altezza Reale, la principessa Malika del Marocco

## Ascendenza
|                              |                     |                                           | Genitori |  |  | Nonni |  |  | Bisnonni            |  |  | Trisnonni               |  |
|                              |                     |                                           |          |  |  |       |  |  | Hasan I del Marocco |  |  | Muhammad IV del Marocco |  |
|                              |                     |                                           |          |  |  |       |  |  | Hasan I del Marocco |  |  | Muhammad IV del Marocco |  |
|                              |                     | Safiya bint Maimun bin Mohammed al-Alaoui |          |  |  |       |  |  | Hasan I del Marocco |  |  |                         |  |
| Yusuf ben al-Hasan           |                     |                                           |          |  |  |       |  |  | Hasan I del Marocco |  |  |                         |  |
|                              |                     | Ruqiya al-Amrani                          | ...      |  |  |       |  |  |                     |  |  |                         |  |
|                              |                     | Ruqiya al-Amrani                          | ...      |  |  |       |  |  |                     |  |  |                         |  |
|                              |                     | Ruqiya al-Amrani                          | ...      |  |  |       |  |  |                     |  |  |                         |  |
| Muhammad V del Marocco       |                     | Ruqiya al-Amrani                          |          |  |  |       |  |  |                     |  |  |                         |  |
|                              |                     | ...                                       | ...      |  |  |       |  |  |                     |  |  |                         |  |
|                              |                     | ...                                       | ...      |  |  |       |  |  |                     |  |  |                         |  |
|                              |                     | ...                                       | ...      |  |  |       |  |  |                     |  |  |                         |  |
| Yaqut                        |                     | ...                                       |          |  |  |       |  |  |                     |  |  |                         |  |
|                              |                     | ...                                       | ...      |  |  |       |  |  |                     |  |  |                         |  |
|                              |                     | ...                                       | ...      |  |  |       |  |  |                     |  |  |                         |  |
|                              |                     | ...                                       | ...      |  |  |       |  |  |                     |  |  |                         |  |
| Malika del Marocco           |                     | ...                                       |          |  |  |       |  |  |                     |  |  |                         |  |
|                              | Hasan I del Marocco | Muhammad IV del Marocco                   |          |  |  |       |  |  |                     |  |  |                         |  |
|                              | Hasan I del Marocco | Muhammad IV del Marocco                   |          |  |  |       |  |  |                     |  |  |                         |  |
|                              | Hasan I del Marocco | Safiya bint Maimun bin Mohammed al-Alaoui |          |  |  |       |  |  |                     |  |  |                         |  |
| Mohammed al-Tahar bin Hassan | Hasan I del Marocco |                                           |          |  |  |       |  |  |                     |  |  |                         |  |
|                              |                     | Ruqiya al-Amrani                          | ...      |  |  |       |  |  |                     |  |  |                         |  |
|                              |                     | Ruqiya al-Amrani                          | ...      |  |  |       |  |  |                     |  |  |                         |  |
|                              |                     | Ruqiya al-Amrani                          | ...      |  |  |       |  |  |                     |  |  |                         |  |
| Abla bint Tahar              |                     | Ruqiya al-Amrani                          |          |  |  |       |  |  |                     |  |  |                         |  |
|                              |                     | ...                                       | ...      |  |  |       |  |  |                     |  |  |                         |  |
|                              |                     | ...                                       | ...      |  |  |       |  |  |                     |  |  |                         |  |
|                              |                     | ...                                       | ...      |  |  |       |  |  |                     |  |  |                         |  |
| ...                          |                     | ...                                       |          |  |  |       |  |  |                     |  |  |                         |  |
|                              |                     | ...                                       | ...      |  |  |       |  |  |                     |  |  |                         |  |
|                              |                     | ...                                       | ...      |  |  |       |  |  |                     |  |  |                         |  |
|                              |                     | ...                                       | ...      |  |  |       |  |  |                     |  |  |                         |  |
|                              |                     | ...                                       |          |  |  |       |  |  |                     |  |  |                         |  |